# Paul Langkau
Paul Langkau (* 20. August 1903 in Rößel; † Mai 1945 in Nischni Tagil) war ein deutscher römisch-katholischer Geistlicher und Märtyrer.

## Leben
Paul Langkau, Sohn eines Postinspektors und Neffe von Otto Langkau, machte Abitur in Rößel, studierte Theologie am Lyceum Hosianum in Braunsberg und wurde am 12. Februar 1928 in Frauenburg zum Priester geweiht. Die Stationen seines Wirkens waren: Kaplan in Pluty/Plauten (Mehlsack), ab 1933 in Siegfriedswalde (Kreis Heilsberg), später zur Unterstützung seines Onkels in Bertung (südlich Allenstein). Am 21. Januar 1945 wurde sein Onkel von Rotarmisten erschossen und er selbst zwei Wochen später in die Sowjetunion verschleppt. Er starb im Mai 1945 im Lager Nischni Tagil bei Swerdlowsk am Ural. Er war 41 Jahre alt.

## Gedenken
Die Römisch-katholische Kirche in Deutschland hat Paul Langkau als Märtyrer aus der Zeit des Nationalsozialismus in das deutsche Martyrologium des 20. Jahrhunderts aufgenommen.